# Saint-Pierre-en-Val

Saint-Pierre-en-Val este o comună în departamentul Seine-Maritime, Franța. În 1 ianuarie 2022 avea o populație de 1.091 de locuitori.